# Catherine Viau
Catherine Viau est une réalisatrice et productrice québécoise. Elle est l'associée de Daniel Bertolino du Groupe Via le Monde Inc.

## Biographie
Après des études en histoire de l'art à l'Université de Montréal, Catherine Viau,rejoint Les Productions Via le Monde.en 1983 et deviendra  associée de Daniel Bertolino. Elle produit avec lui la série Le Défi mondial, d’après l’œuvre de Jean-Jacques Servan-Schreiber, avec Peter Ustinov, une  coréalisation de Daniel Bertolino et Daniel Creusot. 
Avec Daniel Bertolino, ils produisent des anthologies sur l'histoire contemporaine (Le Défi mondial, Points Chauds, le Journal de l'histoire), avec une attention toute particulière sur l'Afrique (Rêves d'Afrique,L'Afrique de toutes façons, etc). 
Suivent des séries sur le développement durable, avec le réalisateur Grégoire Viau (Terre comprise, Si j’avais les ailes d’un ange, Agenda pour une petite planète). Et un cycle de séries sur le tourisme culturel et la gastronomie, avec le réalisateur Grégoire Viau (Plaisirs de France, Plaisirs d’Italie, Plaisirs de Grèce, Plaisirs de Corse, Plaisirs des Iles,Relais gourmands (Etapes gourmandes). 
Dans le créneau histoire du Québec, elle  a produit quelques portraits (Paul Gérin-Lajoie, Max Gros-Louis) et produit quelques documentaires sur l’histoire du patrimoine religieux dont Missionnaires, réalisé par Grégoire Viau et Oser un nouveau monde et Le génie du lieu. En 2016, elle réalise avec Daniel Bertolino Le Mythe de Napoléon au Canada français, d’après l’œuvre de Serge Joyal. En 2017, elle produit Le Cameroun à l'heure de Boko Haram, un film de Grégoire Viau.  
Depuis 2014, elle dirige la programmation film du Festival cinéma du monde de Sherbrooke.

## Filmographie

### Productrice
- 1984 : Astro, le petit robot[13]
- 1985 : Le Défi mondial[14]
- 1986 : Traquenards
- 1987 : Le centenaire de l'ingénierie[15]
- 1987 : Le défi algérien
- 1987 : Points Chauds
- 1987 : Services secrets
- 1988 : Cinq défis pour le président
- 1988 : ACDI, 20 ans
- 1989 : Santé du monde[16]
- 1989 : Bien dans sa peau
- 1990 : Série: Fortunes
- 1990 : Education, option 2000
- 1991 : Les années pilule
- 1991 : Vie privée
- 1992 : Rêves d'Afrique
- 1992 : De jeunes en jeunes
- 1994 : L'Afrique de toutes façons
- 1996 : Olympica
- 1996 : Si j'avais les ailes d'un ange
- 1997 : SIDA=VIE[17]
- 1997 : Et si je ne mourrais pas[17]
- 1997 : Des héros ordinaires
- 1999 : Terre comprise
- 1999 : Ma maison
- 1999 : Écoute ma musique
- 2000 : Agenda pour une petite planète
- 2001 : Être heureux au pays des aveugles[18]
- 2001 : Kamchatka, une forêt pour aujourd'hui et pour demain
- 2001 : Max Groslouis Oné Onti, un chef contestataire
- 2002 : Paul Gérin Lajoie, portrait d'un révolutionnaire tranquille[19]
- 2002 : Plaisirs de France
- 2002 : Plaisirs de Grèce
- 2002 : Plaisirs de Corse
- 2002 : Repenser le monde
- 2002 : Nature & Traditions
- 2003 : Plaisirs d'Italie
- 2004 : Plaisirs des Iles
- 2004 : Plaisirs de Grèce
- 2004 : Le journal de l'histoire
- 2004 : La grande aventure du ski
- 2007 : La course autour de la grande tortue[20],[21]
- 2007 : Relais gourmands / Etapes gourmandes
- 2007 : Le saviez-vous?
- 2007 : Parcours singuliers
- 2007 : Mères courage[22]
- 2007 : Les sommets de la gloire
- 2008 : Vivre au sommet
- 2010 : De par le monde
- 2010 : Devenir médecin au Mali[23]
- 2010 : Opération survie au Mali[24]
- 2010 : Marhaban Bikoum[25],[26]
- 2011 : Ilot Saint-Pierre, un héritage pour la communauté[27]
- 2013 : Le grand héritage[28]
- 2014 : Missionnaires[29]
- 2016 : La joie des Mic
- 2016 : Le génie du lieu
- 2016 : Oser un nouveau monde
- 2016 : Le Mythe de Napoléon au Canada français'[30]
- 2017 : Le Cameroun à l'heure de Boko Haram'[31]